# 古伝統合太極拳
古伝統合太極拳（こでんとうごうたいきょくけん）は、中央国術館副館長であった陳泮嶺(Chen Pan Ling)が創始した拳法。
日中戦争の最中、中華民国政府は五大門派に分かれていた太極拳を統合して実用、体育両面共に優れた統一型を編纂しようとしていた。
武術振興のため、政府の肝煎りで各省に国術館、首都南京には中央国術館が設置されていたが、1939年に南京中央国術館の副館長に就任した陳泮嶺が、1941年に主任となり編纂が進められた。
陳泮嶺は李存義の最後の弟子（関門弟子）として、形意拳、八卦掌を修め、太極拳を楊少侯、許禹生、紀子修、呉鑑泉について学んだが、楊家太極拳を中心にその派生である呉式太極拳、武式太極拳)、郝式（かくしき）太極拳を取り入れ、源流である陳家溝において（陳式太極拳）も研究して、さらに形意、八卦の技術を取り込んで九十九勢からなる一套の太極拳を編出した。
戦後国民党政府と共に、陳泮嶺は台湾に渡り「中華国術太極拳教材」を著した。この太極拳は体育・用法の何れにも偏らないという意味で双辺太極拳と一般に呼ばれているが、編者は門派名や型の名前を名乗らなかったので、伝承者によって九九(式)太極拳、南京中央国術館式太極拳等、様々な名称が付けられた。
形意・八卦において陳泮嶺の師兄弟であった王樹金は、この太極拳を陳老師から習得する一方で、形意拳、八卦掌の立場から助言を与え、その完成に寄与した。
王樹金は意拳の創始者の王向斉より、意拳（大成拳）站椿功を習得していたので、大きな影響がその伝に見られる。
現在、王老師の嫡伝継承者の王福来は、会の名称である「中華武術国際誠明総会」より「誠明太極拳」と名づけて世界中に広めているが、その他の伝承者では一様ではない。日本では九九(式)太極拳、中央国術館式太極拳、双辺太極拳、正宗太極拳等としても知られているが、それらの技法はそれぞれ微妙に異なっている。
欧米では、Chen Pan Ling Styleが一般的で、Orthodox Style とも称される。